# Experiment Killing Room
Experiment Killing Room ist ein US-amerikanischer Spielfilm des Regisseurs Jonathan Liebesman aus dem Jahr 2009. Der Thriller schildert den Verlauf eines Experiments der Regierung, das darauf ausgelegt ist, als Antwort auf Selbstmordattentäter im Nahen Osten eigene auszubilden.

## Handlung
Der Film beginnt mit der Einstellung der NSA-Militärpsychologin Dr. Emily Reilly in ein geheimes Regierungsexperiment. Sie wird von Dr. Phillips eingewiesen und beauftragt, das auf einem Band aufgenommene Experiment zu bewerten. Dabei wird ihr mehrmals freigestellt, das Programm zu verlassen, was sie jedoch ablehnt, indem sie den Arbeitsvertrag unterschreibt. Dr. Phillips weist noch einmal darauf hin, dass alles nicht existiert.
Auf dem Band ist zu sehen, wie vier gewöhnliche Menschen, Kerry, Tony, Crawford und Paul, in einen weißen Raum geführt werden und dort angewiesen werden, einen Fragebogen auszufüllen. Als Honorar erwartet sie je 250 Dollar. Dr. Phillips weist die Probanden ein und „beginnt“ das Experiment, indem er Kerry in den Kopf schießt und die übrigen drei alleine lässt. Eine Flucht aus dem Raum ist nicht möglich, und die drei Männer müssen Zettel mit Fragen beantworten und bekommen eine Pistole überbracht. Bei einem Einsatz mit Gas kommt Tony um. Nun erkennt Dr. Emily Reilly, das dies Realität ist und sich gerade neben ihr abspielt.
Dr. Phillips klärt derweil Dr. Reilly über die Hintergründe auf: Das Experiment ist eine Fortführung des MKULTRA-Forschungsprogramms, das nun zum Ziel hat, normale amerikanische Bürger zu „zivilen Waffen“, also Selbstmordattentätern, auszubilden. Auf die Frage, wie sie die direkten Anordnungen von drei US-Präsidenten, das MK-ULTRA-Programm zu beenden, missachten können, antwortet er, dass „ihnen“ die Möglichkeiten nach den Terroranschlägen vom 11. September 2001 ausgegangen sind.
Die beiden letzten verbliebenen Männer planen, einen Mitarbeiter zu töten und so aus der Anstalt zu fliehen. Doch Paul sieht sich nicht imstande zu töten und steckt sich die Pistole selbst in den Mund. Sofort wird Crawford niedergeschossen und Paul wird von Dr. Phillips nun stolz als Märtyrer bezeichnet. Paul unternimmt jedoch einen panischen Fluchtversuch und wird in eine andere Zelle geleitet, wo nach einer Durchsage „Phase 2“ beginnt.

## Hintergründe
Der Film basiert auf realen Hintergründen: Mittels des MKULTRA-Forschungsprogramms testete die CIA zwischen 1953 und den 1970ern die Möglichkeiten der Bewusstseinskontrolle. Das Programm umfasste auch Menschenversuche, bei denen ahnungslose, oft willkürlich ausgewählte Testpersonen ohne ihr Wissen unter halluzinogene Drogen gesetzt wurden. Zahlreiche Versuchspersonen trugen dabei schwerste körperliche und psychische Schäden davon, teilweise bis hin zum Tod.
Der Film hatte seine Premiere am 16. Januar 2009 beim Sundance Film Festival und kam in der deutschsprachigen Version am 6. Februar in Deutschland.

### Soundtrack
Der Soundtrack wurde von Brian Tyler komponiert und erschien bei Varèse Sarabande.
1. Begin	5:21
2. Falling 1:21
3. Liberty 3:18
4. Memoriam 6:12
5. Propaganda 5:50
6. Invocation 7:43
7. Subversion 2:27
8. Disinformation 2:15
9. Providence 03:22
10. Agenda 4:47
11. Dissidents 4:22
12. Ecclesia 2:43
13. Adagio Spiritiso 9:58
14. Denouement 3:30
15. End 6:37

### Synchronisation
Die Synchronsprecher für die deutsche Fassung waren:
- Crawford Haines: Ole Pfennig
- Dr. Phillips: Erich Ludwig
- Emily Reilly: Claudia Lössl
- Kerry Isalano: Marieke Oeffinger
- Tony Mazzolla: Alexander Brem

## Kritik
Rouven Linnarz von film-rezensionen.de vergibt 8 von 10 Punkten: „‚Experiment Killing Room‘ ist ein hochinteressanter, teils sehr brutaler und erschreckender Thriller über das Prinzip der Kontrolle im Kampf gegen eine Ideologie. In seinem sehr zu Unrecht untergegangenen Streifen zeigt sich Jonathan Liebesman als ein Filmemacher, der mit wenigen, effektvoll eingesetzten Mitteln ein Szenario der Überwachung und der Paranoia erschaffen kann, welches wiederum als Parabel auf den Zustand einer Welt im Kriegszustand gesehen werden kann.“